# پاون دی‌پی
پاون دی‌پی (انگلیسی: Paon DP) شرکت بازی ویدئویی ژاپنی است، که در سال ۲۰۰۴ تأسیس شد.